# Unicodeblock Singhalesische Zahlzeichen
Der Unicodeblock (U+111E0 bis U+111FF) enthält alte singhalesische Zahlzeichen.

## Liste
Alle Zeichen haben die allgemeine Kategorie „Anderes Zahlzeichen“ und die bidirektionale Klasse „links nach rechts“.
| Unicodenummer   | Zeichen (400 %) | Offizielle Bezeichnung              | Beschreibung                 |
| --------------- | --------------- | ----------------------------------- | ---------------------------- |
| U+111E1 (70113) | 𑇡               | SINHALA ARCHAIC DIGIT ONE           | Alte Sinhala-Ziffer Eins     |
| U+111E2 (70114) | 𑇢               | SINHALA ARCHAIC DIGIT TWO           | Alte Sinhala-Ziffer Zwei     |
| U+111E3 (70115) | 𑇣               | SINHALA ARCHAIC DIGIT THREE         | Alte Sinhala-Ziffer Drei     |
| U+111E4 (70116) | 𑇤               | SINHALA ARCHAIC DIGIT FOUR          | Alte Sinhala-Ziffer Vier     |
| U+111E5 (70117) | 𑇥               | SINHALA ARCHAIC DIGIT FIVE          | Alte Sinhala-Ziffer Fünf     |
| U+111E6 (70118) | 𑇦               | SINHALA ARCHAIC DIGIT SIX           | Alte Sinhala-Ziffer Sechs    |
| U+111E7 (70119) | 𑇧               | SINHALA ARCHAIC DIGIT SEVEN         | Alte Sinhala-Ziffer Sieben   |
| U+111E8 (70120) | 𑇨               | SINHALA ARCHAIC DIGIT EIGHT         | Alte Sinhala-Ziffer Acht     |
| U+111E9 (70121) | 𑇩               | SINHALA ARCHAIC DIGIT NINE          | Alte Sinhala-Ziffer Neun     |
| U+111EA (70122) | 𑇪               | SINHALA ARCHAIC NUMBER TEN          | Alte Sinhala-Zahl Zehn       |
| U+111EB (70123) | 𑇫               | SINHALA ARCHAIC NUMBER TWENTY       | Alte Sinhala-Zahl Zwanzig    |
| U+111EC (70124) | 𑇬               | SINHALA ARCHAIC NUMBER THIRTY       | Alte Sinhala-Zahl Dreißig    |
| U+111ED (70125) | 𑇭               | SINHALA ARCHAIC NUMBER FORTY        | Alte Sinhala-Zahl Vierzig    |
| U+111EE (70126) | 𑇮               | SINHALA ARCHAIC NUMBER FIFTY        | Alte Sinhala-Zahl Fünfzig    |
| U+111EF (70127) | 𑇯               | SINHALA ARCHAIC NUMBER SIXTY        | Alte Sinhala-Zahl Sechzig    |
| U+111F0 (70128) | 𑇰               | SINHALA ARCHAIC NUMBER SEVENTY      | Alte Sinhala-Zahl Siebzig    |
| U+111F1 (70129) | 𑇱               | SINHALA ARCHAIC NUMBER EIGHTY       | Alte Sinhala-Zahl Achtzig    |
| U+111F2 (70130) | 𑇲               | SINHALA ARCHAIC NUMBER NINETY       | Alte Sinhala-Zahl Neunzig    |
| U+111F3 (70131) | 𑇳               | SINHALA ARCHAIC NUMBER ONE HUNDRED  | Alte Sinhala-Zahl Einhundert |
| U+111F4 (70132) | 𑇴               | SINHALA ARCHAIC NUMBER ONE THOUSAND | Alte Sinhala-Zahl Eintausend |